# Eberhard Sauppe
Eberhard Sauppe (* 5. Dezember 1924 in Möhrsdorf bei Kamenz (Sachsen); † 18. Juni 2014 in Hannover) war ein deutscher Bibliothekar und Hochschullehrer.

## Leben und Wirken
Eberhard Sauppe war das einzige Kind seiner Eltern Walter und Johanna Sauppe. Nach dem Abitur im Jahr 1944 studierte er von 1945 bis 1950 englische, russische, italienische und deutsche Philologie an der Universität Leipzig. Das Staatsexamen für das höhere Lehramt erhielt er 1949. Von 1951 bis 1952 machte er eine Ausbildung zum wissenschaftlichen Bibliothekar an der Deutschen Staatsbibliothek in Ost-Berlin, wo er noch bis 1958 arbeitete. Sauppe promovierte 1955 an der Philosophischen Fakultät der Universität Leipzig über Wordsworths Wendung zur Natur und zum Landleben. 1958 flüchtete er mit seiner Familie nach Westberlin. Er arbeitete bis 1967 an der Bibliothek der Technischen Hochschule Karlsruhe (heute KIT-Bibliothek), bevor er an die Technische Informationsbibliothek in Hannover wechselte, wo er lange Zeit als stellvertretender Leiter tätig war. Ab 1979 begründete und prägte er den Studiengang Bibliothekswesen an der Fachhochschule Hannover (heute Hochschule Hannover) maßgeblich mit. Während seiner Zeit als Professor 1980 bis 1985 lehrte er vor allem Bibliotheksbetriebslehre. Trotz Ruhestands war er noch bis 1992 lehrend und beratend an der Fachhochschule Hannover tätig.

## Publikationen (Auswahl)
- Eberhard Sauppe, Hartmut Müller, Rolf Westermann: Benutzerschulung in Hochschulbibliotheken. Saur, München 1980, ISBN 3-598-20942-8, S. 240.
- Eberhard Sauppe, Hinrich Vollers (Hrsg.): Arbeitsvorgänge in wissenschaftlichen Bibliotheken. 2., unveränd. Auflage. Dt. Bibliotheksinst, Berlin 1991, ISBN 3-87068-902-1, S. 88.
- Eberhard Sauppe: Wörterbuch des Bibliothekswesens: Unter Berücks. d. bibliothekarisch wichtigen Terminologie d. Informations- u. Dokumentationswesens, d. Buchwesens, d. Reprographie, d. Hochschulwesens u. d. Datenverarbeitung. Saur, München 1996, ISBN 3-598-11316-1, S. 388.
- Kleine Festgabe für Eberhard Sauppe : anläßlich des Festkolloquiums am 1. November 1985 dargebracht von Angehörigen des Fachbereichs Bibliothekswesen, Information und Dokumentation der Fachhochschule Hannover. Hannover 1985.